# Suwallia talalajensis
Suwallia talalajensis är en bäcksländeart som beskrevs av Zhiltzova 1976. Suwallia talalajensis ingår i släktet Suwallia och familjen blekbäcksländor. Inga underarter finns listade i Catalogue of Life.